# Пупиен
Вижте пояснителната страница за други личности с името Пупиен.
Марк Клодий Пупиен Максим (Marcus Clodius Pupienus Maximus) е римски император заедно с Балбин от 22 април до 29 юли 238 г. през т.нар. Година на шестимата императори. Пупиен и Балбин управляват съвместно империята около три месеца.

## Произход
Вероятно е роден в Етрурия в семейство, което имало някаква връзка с благородническите фамилии. В История на императорите се твърди, че той е син на ковач. Макар че най-вероятно има сравнително скромен произход, Пупиен прави блестяща военна кариера, преминавайки през центурион, примипилар, военен трибун и претор. През управлението на Северите е и проконсул във Витиния, Ахея и Нарбонска Галия, а също и легат в Германия.
Според „Historia Augusta“ Пупиен е син на сенатора Марк Пупиен Максим. Пупиен има двама сина – Марк Пупиен Африкан и Тит Клодий Пупиен Пулхер Максим, и дъщеря. Негова съпруга е Секстия Цетегила.
Пупиен става патриций и се издига до префект на град Рим през 234 година. Известен е като строг управник, особено спрямо плебса, притежава богат военен опит като легат в Германия и Илирик, и има доста авторитет в Сената.

## Издигане за император
Когато през април 238 г. започва бунтът на Гордиан I и Гордиан II в Северна Африка, тяхната кандидатура е приветствана от Сената, който обявява властта на тираничния император Максимин I Тракиец за незаконна. Скоро обаче Гордианите загиват пред настъплението на Капелиан, губернатор на Нумидия, лоялен на Максимин. Максимин Тракиец навлиза в Италия, за да накаже размирниците, обявили се срещу него. Вдъхновени от примера на Гордианите и застрашени от нашественика, сенаторите в Рим избират чрез гласуване двама нови императори – градоначалника Пупиен и сенатора Балбин.
Пупиен тръгва с малочислени сили към Равена, за да се противопостави на армията на Максимин Тракиец, докато Балбин остава да поддържа мира в Рим. Максимин няма подкрепата на градовете в Италия, които затваряли вратите си пред него. Липсата на храна надига недоволството в армията му и варваринът – император е убит от войниците си пред Аквилея в края на април 238 година.
През това време в Рим избухнва недоволство сред народа и преторианците, които настояват за император да бъде издигнат също така и малолетният сродник на Гордианите, Гордиан III. Под натиска на тълпата Балбин е принуден да изпълни тези искания и обявява младия Гордиан за цезар.
Между Пупиен и Балбин няма разбирателство. Те не само не спечелват народа, но и бързо си навличат омразата на преторианците. След едва няколкомесечно съвместно управление Пупиен и Балбин стават жертва на войници, които нахлуват в двореца на Палатин по време на един обществен празник. Двамата съимператори са извлечени навън и убити от разбунтуваните преторианци.

## Галерия
- Сестерция с Пупиен
- Монета на Пупиен, пропагандираща съгласието между императорите